# Qeshm
Qeshm (in persiano: قشم; traslitterazione alternativa Gheshm), detta anche Kishm, o Qishm, è un'isola situata nello Stretto di Hormuz di fronte alla costa meridionale dell'Iran ed a est del Golfo Persico, alle coordinate geografiche 26°50′N 56°00′E.

## Geografia
Gheshm è senz'altro l'isola più grande del Golfo Persico (1335 km²): le sue dimensioni sono il doppio di quelle del Bahrein ma ha meno del 15% della sua popolazione. É un'isola montuosa, con una costa in gran parte rocciosa punteggiata di villaggi e di cittadine, mentre nell'interno ci sono pochi insediamenti.

## Storia
I documenti parlano di quest'isola, seppur brevemente, sin dall'era degli Achemenidi. Per molti secoli essa fu un importante centro commerciale tra continenti e subcontinenti. L'isola fu menzionata da Marco Polo in seguito notata per le sue potenzialità di colonia da Vasco da Gama, ma non raggiunse mai l'importanza storica della più piccola isola di Hormuz e si conosce molto poco sul suo sviluppo industriale. L'isola Gheshm fu dominata da olandesi, francesi, tedeschi e inglesi, fino a quando, poco dopo la Seconda guerra mondiale ritornò sotto il saldo controllo dell'Iran.
Su quest'isola l'esploratore inglese William Baffin fu ucciso in battaglia contro i portoghesi nel 1622.

## Economia
Qeshm è anche un porto franco; ciò ha reso l'isola molto importante per il commercio internazionale.